# Teatret
Teatret er en aarhusiansk teatergruppe uden fast scene. 
Teatret blev etableret i 1984 af skuespilleren Hans Rønne og scenografen Gitte Baastrup, og har siden i høj grad været drevet som et enmandsteater med Hans Rønne som kunstnerisk leder.
Teatret har som mål at skabe teaterforestillinger med eksistentielt indhold, hvor der samtidig søges et rnonverbalt universelt teatersprog.